# Robert Vögeli
Robert Vögeli (* 2. Juni 1927 in Baden; † 15. Februar 2005 in Aarau) war ein Schweizer Milizoffizier.
Vögeli studierte Pädagogik, Volkskunde, politische Philosophie und Geschichte an der Universität Zürich, wo er 1956 promoviert wurde (Die Anfänge des landwirtschaftlichen Bildungswesens unter besonderer Berücksichtigung des Aargaus.). Im selben Jahr wurde er mit dem Wiederaufbau der nach dem Ende des Zweiten Weltkriegs demobilisierten Sektion Heer und Haus des Armeekommandos betraut. 1966 gehörte Vögeli zu den Gründern der Aktion für freie Demokratie (AFD). Von 1970 bis 1992 arbeitete er als Leiter des von der AFD getragenen Instituts für politologische Zeitfragen in Zürich, das sich u. a. die Erforschung der Subversion zum Ziel gesetzt hatte.
In den Jahren 1952 und 1953 war er Präsident des Schweizerischen Studentenvereins. Robert Vögeli war Oberst der Schweizer Armee.